# Eurycea bislineata
Eurycea bislineata е вид земноводно от семейство Plethodontidae.

## Разпространение
Видът е разпространен в Канада и САЩ.